# Ambasada RP w Algierze
Ambasada Rzeczypospolitej Polskiej w Algierze (fr. Ambassade de la République de Pologne à Alger) – polska misja dyplomatyczna w stolicy Algierii.
Ambasador RP w Algierze oprócz Algierskiej Republiki Ludowo-Demokratycznej akredytowany jest również w Czadzie i Nigrze.

## Struktura placówki
- Referat ds. Polityczno-Ekonomicznych
- Wydział Konsularny i Polonii
- Referat ds. Administracyjno-Finansowych
- Ataszat wojskowy

## Historia
Polska nawiązała stosunki dyplomatyczne z Algierią w 1962, czyli w roku uzyskania niepodległości przez to państwo.
Placówka we wcześniejszym okresie była akredytowana także na Burkina Faso i Mali.